# Helloween
Helloween este o formație power metal germană, înființată în anul 1984 în Hamburg, Germania, de către membrii trupei Iron Fist, Gentry, Second Hell și Powerfool. Prima dată, formația a fost compusă din chitaristul și cântărețul Kai Hansen, basistul Markus Grosskopf, chitaristul principal Michael Weikath și bateristul Ingo Schwichtenberg. După lansarea unui EP cu titlul de autocolant și albumul lor de debut "Walls of Jericho" (1985), el s-a extins într-un cvintet cu adăugarea cântărețului Michael Kiske, Hansen preferând să se concentreze pe chitară. Sub această linie, au lansat albumele "Keeper of the Seven Keys Part I" și "Keeper of the Seven Keys Part II" în 1987, respectiv 1988, care au stabilit Helloween ca o trupă notabilă de heavy metal și au dus la crearea subgenului power metal. Totuși, Hansen a părăsit trupa la scurt timp după lansarea părții a II-a și a fost înlocuit de Roland Grapow. După ce a părăsit Helloween, Hansen a format trupa Gamma Ray.
Primele două albume ale lui Helloween, fără Hansen, "Pink Bubbles Go Ape" (1991) și "Chameleon" (1993), au fost eșecuri comerciale și critice, care au creat tensiuni între membrii trupei și au dus la retragerea lui Schwichtenberg și Kiske. Ei au fost înlocuiți de Uli Kusch și, respectiv, de Andi Deris. Albumele lansate sub această serie, "Master of the Rings" (1994), "The Time of the Oath" (1996), "Better Than Raw" (1998) și "The Dark Ride" (2000) i-au stabilit din nou pe Helloween ca o trupă de succes.
Cu toate acestea, tensiunile au dus la concedierea lui Grapow și a lui Kusch în 2001. Grapow a fost înlocuit de Sascha Gerstner, dar încercările de a găsi un nou baterist au fost haotice și în final, Mikkey Dee a înregistrat partea de baterie pentru următorul album "Rabbit Don't Come Easy" (2003). În 2005, trupa a găsit în sfârșit un baterist stabil, Daniel Löble. Sub noua formulă a formație, cea mai lungă din istorie, trupa a lansat 4 albume de studio de succes: "Keeper of the Seven Keys: The Legacy" (2005), "Gambling With The Devil" (2007), "7 Sinners" (2010) și "Straight Out of Hell" (2013). Cel de-al cincisprezecelea album de studio: "My God-Given Right", a fost lansat pe 29 mai 2015.
În data de 14 noiembrie 2016, trupa a anunțat că atât Kai Hansen, cât și Michael Kiske au revenit în Helloween pentru un turneu mondial, intitulat Pumpkins United World Tour, care s-a încheiat în anul 2018.
Pe 18 iunie 2021, formația a lansat al șaisprezecelea album de studio, primul de la reuniune, intitulat "Helloween".
De la începuturile sale, Helloween a lansat șaisprezece albume de studio, patru albume live, trei EP-uri și 29 de single-uri, și a vândut mai mult de 8.000.000 de înregistrări în întreaga lume.

## Membri

### Membri actuali
- Michael Weikath - chitară, sprijin vocal (1984 – prezent)
- Markus Grosskopf - chitară bas, sprijin vocal (1984 – prezent)
- Kai Hansen – chitară, sprijin vocal (1984 – 1989, 2016 – prezent), conduce vocal (1984 – 1986, 2016 - prezent)
- Michael Kiske – conduce vocal (1986 – 1993, 2016 – prezent)
- Andi Deris – conduce vocal (1994 – prezent)
- Sascha Gerstner – chitară, sprijin vocal (2002 – prezent)
- Daniel Löble – baterie (2005 – prezent)

### Muzicieni suplimentari
- Jörn Ellerbrock – claviatură, pian (1988 – 2003)
- Matthias Ulmer – claviatură (2007 – 2010)
- Eddy Wrapiprou – claviatură (2010 – prezent)

### Foști membri
- Ingo Schwichtenberg – baterie (1984 – 1993; decedat în 1995)
- Roland Grapow – chitară, sprijin vocal (1989 – 2001)
- Uli Kusch – baterie, sprijin vocal (1994 – 2001)
- Mark Cross – baterie (2001 – 2003)
- Stefan Schwarzmann – baterie (2003 – 2005)

## Discografie
- Walls of Jericho (1985)
- Keeper of the Seven Keys: Part I (1987)
- Keeper of the Seven Keys: Part II (1988)
- Pink Bubbles Go Ape (1991)
- Chameleon (1993)
- Master of the Rings (1994)
- The Time of the Oath (1996)
- Better Than Raw (1998)
- Metal Jukebox (cover album, 1999)
- The Dark Ride (2000)
- Rabbit Don't Come Easy (2003)
- Keeper of the Seven Keys: The Legacy (2005)
- Gambling with the Devil (2007)
- Unarmed – Best of 25th Anniversary (album înregistrat acustic/simfonic, 2009)
- 7 Sinners (2010)
- Straight Out of Hell (2013)
- My God-Given Right (2015)
- Helloween (2021)

## Legături externe
- Materiale media legate de Helloween la Wikimedia Commons
- Site web oficial